# Mất nước
Trong sinh lý học, mất nước là sự thiếu hụt tổng lượng nước trong cơ thể, làm gián đoạn quá trình trao đổi chất. Xảy ra khi lượng mất nước tự nhiên vượt quá lượng nước tự do, thường là do tập thể dục, bệnh tật, hoặc nhiệt độ môi trường cao. Tình trạng mất nước nhẹ cũng có thể gây ra bởi hiện tượng buồn tiểu dưới nước, có thể làm tăng nguy cơ bị bệnh khí ép ở thợ lặn.
Hầu hết mọi người đều có thể chịu được sự sụt giảm từ 3 đến 4% tổng lượng nước cơ thể mà không gặp khó khăn hay ảnh hưởng xấu đến sức khỏe. Giảm 5 đến 8% có thể gây mệt mỏi và chóng mặt. Mất hơn mười phần trăm tổng lượng nước trong cơ thể có thể gây suy giảm thể chất và tinh thần, kèm theo khát nước nghiêm trọng. Cái chết xảy đến khi mất từ mười lăm đến hai mươi lăm phần trăm lượng nước cơ thể. Mất nước nhẹ được đặc trưng bởi khát và cảm giác khó chịu và thường được giải quyết bằng cách bù nước.
Mất nước làm tăng natri máu (nồng độ cao của các ion natri trong máu) và mất nước có sự khác biệt với giảm thể tích máu (mất khối lượng máu, đặc biệt là huyết tương).

## Nguyên nhân
Các yếu tố nguy cơ mất nước bao gồm nhưng không giới hạn: thời tiết nóng và ẩm, cư trú ở độ cao, vận động viên chạy bền, người cao tuổi, trẻ sơ sinh, trẻ em và những người mắc bệnh mãn tính.